# Zoo de La Flèche
Koordinaten: 47° 40′ 39,7″ N, 0° 2′ 51,4″ W
Der Zoo de La Flèche (vormals Parc Zoologique du Tertre Rouge) ist ein Tierpark mit Übernachtungsmöglichkeiten in La Flèche in der Region Pays de la Loire im Westen Frankreichs.

## Hintergrund
Der Zoo wurde ursprünglich 1946 von dem im Jahre 1924 geborenen Naturforscher Jacques Bouillault gegründet. Seit 1950 besaß der Zoo etwa 50 Tiere und nannte sich Parc Zoologique du Tertre Rouge (Zoopark am roten Hügel). Heutzutage befindet sich der Zoo mitten im Wald, der auf einer 18 Hektar großen Fläche über 1.600 Tiere aus 160 Tierarten aus fünf Kontinenten beherbergt, darunter auch einige seltene Rassen, Reptilien, Vögel und Säugetiere, zu denen u. a. Wölfe, Pandas aus China, Eisbären, Elefanten und weiße Tiger gehören. Daneben bietet der Tierpark regelmäßig Tiervorführungen an.
Der Zoo de La Flèche gehört heutzutage mit aktuell 441.000 Besucher in der Saison 2017 zu einer der meistbesuchten Naturparks in Frankreich. Er ist der älteste private Zoo in Frankreich und die am dritthäufigsten besuchte Touristenattraktion in der Region Pays de la Loire im Jahr 2015. Im November 2017 wurde der Zoo von der Freizeitpark-Kette Looping Group übernommen, die bis zum Jahr 2020 weitere zehn Millionen Euro in den Zoo investieren will. Mit dem Geld soll ein Hotelkomplex sowie eine Tierklinik erbaut werden. Der ehemalige Besitzer des Zoos, Stéphane Da Cunha, wird künftig die Leitung des Zoos übernehmen.

## Galerie
|  |  |  |  |  |  |